# Pégasides
Pour les articles homonymes, voir Pégaside.

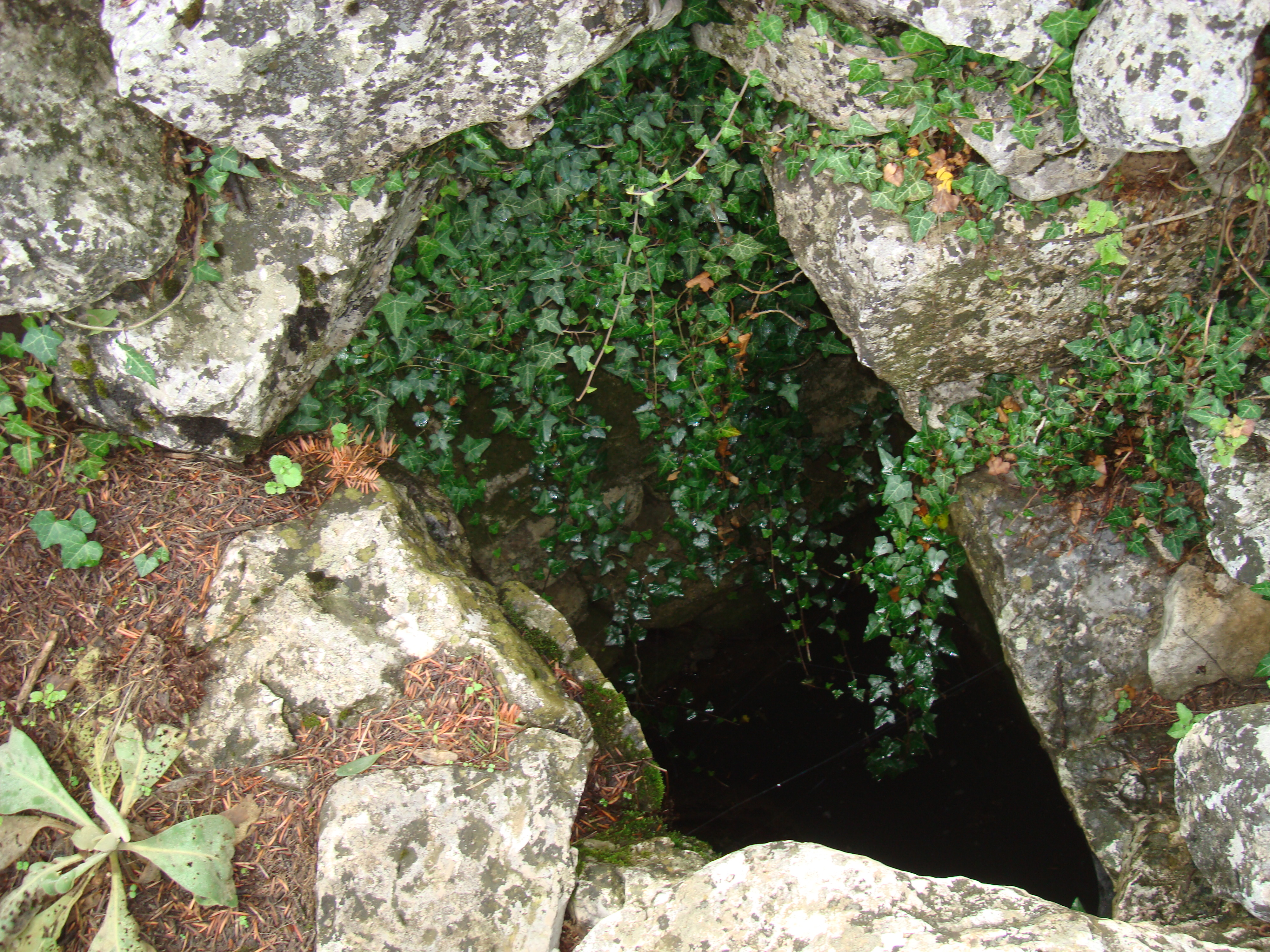
La source Hippocrène, lieu de résidence des Pégasides.

Les Pégasides sont des nymphes de la mythologie grecque, liées aux puits et aux ruisseaux et à certains trous d'eaux, en particulier ceux que le cheval ailé Pégase a créés en frappant la terre de ses sabots.

## Étymologie

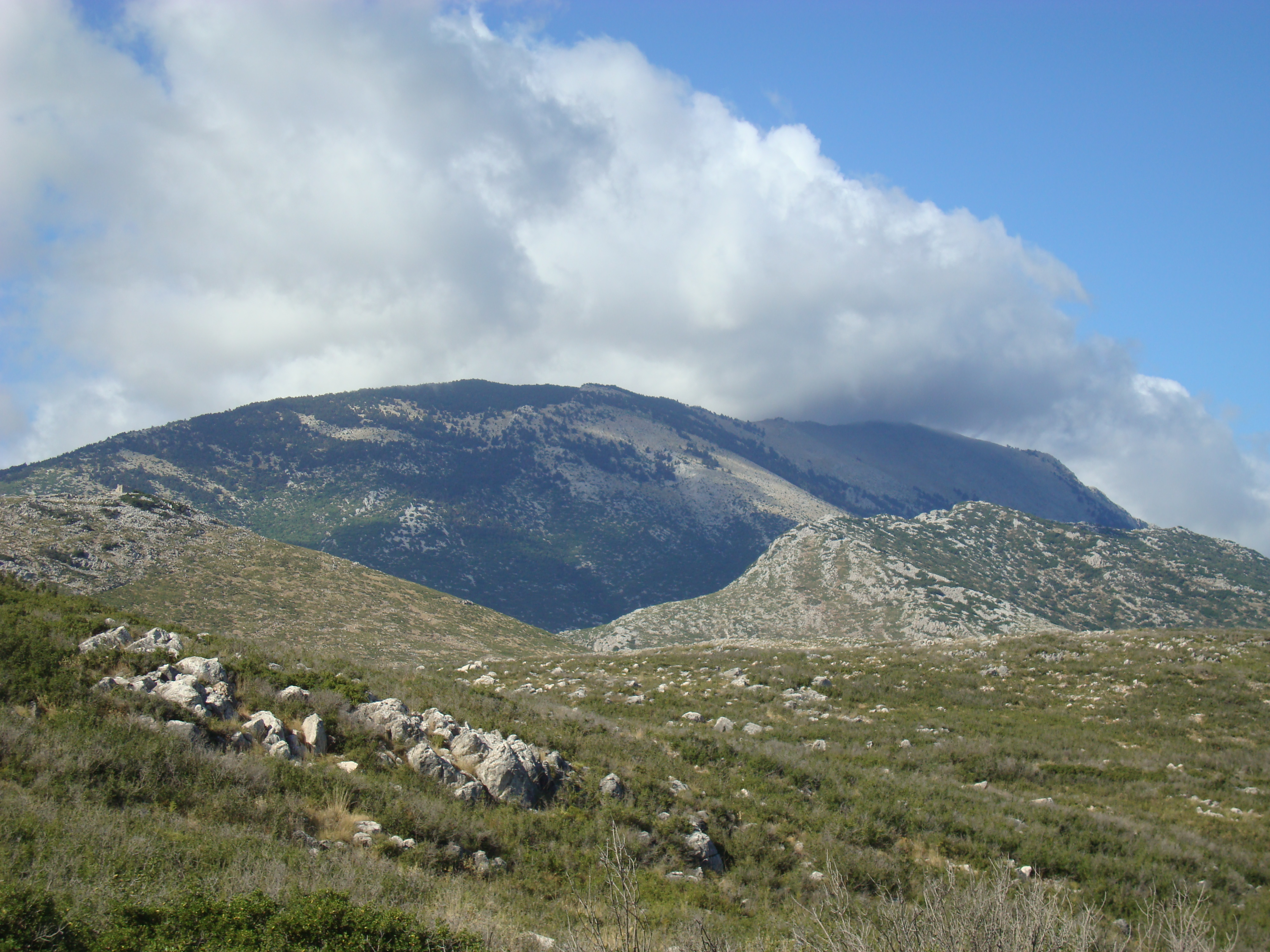
La mont Hélicon, résidence des Pégasides et lieu de création de la fontaine Hippocrène par Pégase.

Le nom des Pégasides renvoie évidemment au cheval ailé Pégase, ce qui dénote une origine commune avec lui. Pegasis est également le nom donné à la nymphe Œnone, une fille du dieu de la rivière Cebrenus, par le poète romain Ovide.

## Origine
Les Pégasides sont en relation avec Pégase, dans son rôle de divinité. Certaines versions du mythe le disent fils de Poséidon, le dieu de la Mer. Pégase est également sacré en rapport avec le dieu romain Neptune et les eaux en général. Il est crédité de la création de la source Hippocrène sur le mont Hélicon.
Cette source, avec d'autres, est associée aux Pégasides, nymphes des puits et des ruisseaux, bien que les nymphes y soient de manière générale associées. Quelquefois, les Muses sont elles-mêmes nommées Pégasides, parce qu'elles considèrent l'Hippocrène comme sacrée.